# Österreichischer Bauherrenpreis 2006
Mit dem Österreichischen Bauherrenpreis der Zentralvereinigung der Architekten Österreichs wurden im Jahr 2006 die folgenden Projekte ausgezeichnet:
| Realisierung                                               | Bauherr | Planer                                                                       |
| ---------------------------------------------------------- | --- | ---------------------------------------------------------------------------- |
| Fertigungshalle Obermayr                                   | Obermayr Holzkonstruktionen GmbH mit Hans Christian Obermayr und Bernhard Obermayr | F2 Architekten ZT GmbH Markus Fischer Christian Frömel                       |
| BTV Stadtforum in Innsbruck                                | BTV Bank für Tirol und Vorarlberg AG mit Konsul Direktor Peter Gaugg und Direktor Matthias Moncher | Heinz Tesar                                                                  |
| Wiener Stadtbibliothek – Tiefspeicher                      | Wiener Stadtbibliothek, MA 34 mit Rudolf Kaizler | Hempel Architekten ZT                                                        |
| Haus Verena und Stefan Halvax                              | Verena Halvax und Stefan Halvax | Caramel Architekten                                                          |
| Besucherzentrum im Parlamentsgebäude in Wien               | Republik Österreich, Nationalratspräsident Andreas Khol mit Parlamentsvizedirektor Sigurd Bauer und Parlamentsdirektor Georg Posch | Geiswinkler & Geiswinkler Architekten ZT                                     |
| Uniqa Tower Neubau der Konzernzentrale                     | Uniqa Versicherungen AG mit Präsident KR Herbert Schimetschek und Dir. Ernst Morgenbesser | Heinz Neumann und Partner ZT                                                 |
| Gartenstadt Roland Rainer Siedlung in St. Pölten           | Alpenland Siedlungsgenossenschaft St. Pölten Wohnungsgenossenschaft mbH, WET Wohnbauges.mbH Dir. LH a. D. Siegfried Ludwig Prok. Robert Rintersbacher Direktor Wilhelm Gelb Dir. KR Ferdinand Rubel                                                          | Roland Rainer mit Johanna Rainer, Wallner & Partner                          |
| Wohnhausanlage Nussberggasse in Wien                       | AIV Generali Versicherungs AG mit Dir. Klaus Edelhauser | Hans Peter Petri                                                             |
| Wirtschaftskammer Niederösterreich in St. Pölten           | Wirtschaftskammer Niederösterreich mit Präsidentin KR Sonja Zwazl und Kammerpräsident KR Franz Wiedersich | Rüdiger Lainer + Partner ZT Oliver Sterl                                     |
| Loisium & Loisium Hotel und Weinkunstgarten Loisium        | Loisium Weinvisionen, Weinbau Steininger, Loisium Hotel, Raiffeisen-Holding NÖ-Wien und Loisium Weinvisionen, Weingut Bründlmayer, Tuula und Gerhard Nidetzky, Karl Steininger, Annemarie Haimerl, Susanne Kraus-Winkler, Kurt Miesenböck, Willi Bründlmayer | Steven Holl mit Sam/Ott-Reinisch Architekten, ko a la Landschaftsarchitekten |
| Wiener Stadthalle – Neubau Halle F                         | Wiener Stadthalle Betriebs- und Veranstaltungsges. mbH, Dir. Helmut Jerabek, Dir. Gerhard Feltl, Dir. Peter Gruber | Dietrich/Untertrifaller ZT                                                   |
| Wohnbau ›Look‹                                             | BUWOG GmbH mit Gerhard Schuster | Gert Mayr-Keber                                                              |
| Brucker Schnellstraße S 35 Architektonische Begleitplanung | ASFINAG BMG Pernegg mit Franz Lenz | Alfred Bramberger                                                            |
| T-Center in Wien-Sankt Marx                                | mm Liegenschaftsbesitz GmbH mit CEO Thomas Jakoubek | Architektur Consult ZT – Domenig/Eisenköck/Peyker                            |
| Buchhandlung Wiederin                                      | Bücher Wiederin, Studienverlag Markus Hatzer, Tiroler Sparkasse, Thomas Wiederin, Markus Hatzer, Stephan Bstieler | Rainer Köberl                                                                |